# Wolfgang Schmidt (polityk)
Wolfgang Schmidt (ur. 23 września 1970 w Hamburgu) – niemiecki polityk i prawnik, działacz Socjaldemokratycznej Partii Niemiec (SPD), w latach 2018–2021 sekretarz stanu w ministerstwie finansów, w latach 2021–2025 minister do zadań specjalnych i szef Urzędu Kanclerza Federalnego.

## Życiorys
Od 1991 studiował prawo na Uniwersytecie Hamburskim oraz Uniwersytecie Kraju Basków w Bilbao. W 1997 i 2002 zdał państwowe egzaminy prawnicze I i II stopnia. W międzyczasie był pracownikiem naukowym na hamburskiej uczelni, a także odbył praktykę zawodową.
W 1989 wstąpił do Socjaldemokratycznej Partii Niemiec. W latach 2001–2004 był członkiem zarządu federalnego jej młodzieżówki Jusos, a także wiceprzewodniczącym Międzynarodowej Unii Młodych Socjalistów. Długoletni bliski współpracownik Olafa Scholza. W latach 2002–2005 był asystentem i następnie kierownikiem biura sekretarza generalnego SPD, następnie do 2007 kierownikiem biura dyrektora frakcji parlamentarnej socjaldemokratów. W latach 2007–2009 stał na czele biura ministra pracy i spraw społecznych. Od 2010 do 2011 pełnił funkcję dyrektora przedstawicielstwa Międzynarodowej Organizacji Pracy w Niemczech. Wszedł następnie w skład administracji Hamburga, został sekretarzem stanu w jego władzach i przedstawicielem miasta na szczeblu federalnym oraz unijnym. W marcu 2018 powołany na sekretarza stanu w federalnym ministerstwie finansów.
W grudniu 2021 w nowo utworzonym rządzie Olafa Scholza został ministrem do zadań specjalnych i szefem Urzędu Kanclerza Federalnego. Stanowiska te zajmował do maja 2025.